# Order of the Republic of Sierra Leone
Der Order of the Republic of Sierra Leone ist die höchste Auszeichnung im westafrikanischen Sierra Leone. Der Orden wird seit 1972, nach Einführung durch Staatspräsident Siaka Stevens, vergeben. Geehrt werden Sierra-Leoner und ausländische Personen, die sich besonders um das Land verdient gemacht haben.
Das Band zeigt in vertikalen Streifen die Nationalfarben Sierra Leones: Grün, Weiß, Blau. Die Vergabe des Order of the Republic of Sierra Leone findet alljährlich durch das Staatsoberhaupt am Unabhängigkeitstag, dem 27. April, statt.

## Abstufungen
- Grand Commander (GCRSL)
- Grand Officer (GORSL)
- Commander (CORSL)

## Empfänger (Auswahl)
- Salman ibn Abd al-Aziz (CORSL), 2017[4]
- Victor Bockarie Foh (CORSL), 2014[4]
- Samura Kamara (CORSL), 2014[4]
- Francis Minah (GCRSL), 1981
- David J. Richards (CRSL), 2014[4]
- Michael von der Schulenburg (GCRSL), 2020[6]